# NGC 2406
NGC 2406 est une petite galaxie elliptique relativement éloignée et située dans la constellation des Gémeaux. NGC 2406 a été découverte par l'astronome français Édouard Stephan en 1885.

## Caractéristiques
Sa vitesse par rapport au fond diffus cosmologique est de 8 479 ± 38 km/s, ce qui correspond à une distance de Hubble de 125,1 ± 8,8 Mpc (∼408 millions d'al).